# Монгомо
Монгомо (ісп. Mongomo) — місто на сході Екваторіальної Гвінеї, адміністративний центр провінції Веле-Нзас. Розташоване поблизу кордону з Габоном.
На початку 2015 року у місті відбудуться футбольні матчі фінальної частини Кубка африканських націй.

## Клімат
Місто знаходиться у зоні, котра характеризується мусонним кліматом. Найтепліший місяць — лютий із середньою температурою 25.5 °C (77.9 °F). Найхолодніший місяць — липень, із середньою температурою 23.2 °С (73.8 °F).
| Клімат Монгомо          | Клімат Монгомо | Клімат Монгомо | Клімат Монгомо | Клімат Монгомо | Клімат Монгомо | Клімат Монгомо | Клімат Монгомо | Клімат Монгомо | Клімат Монгомо | Клімат Монгомо | Клімат Монгомо | Клімат Монгомо | Клімат Монгомо |
| Показник                | Січ.           | Лют.           | Бер.           | Квіт.          | Трав.          | Черв.          | Лип.           | Серп.          | Вер.           | Жовт.          | Лист.          | Груд.          | Рік            |
| Середня температура, °C | 24,8           | 25,5           | 25,4           | 25,2           | 25,2           | 24,2           | 23,2           | 23,3           | 24,2           | 24,4           | 24,5           | 24,4           | 24,5           |
| Норма опадів, мм        | 86.4           | 104.3          | 212.4          | 220.3          | 224.1          | 104.7          | 34.5           | 47.7           | 225.6          | 372.5          | 239.6          | 102.2          | 1974.3         |
| Днів з опадами          | 7,1            | 8,5            | 14,2           | 15,3           | 16,8           | 9,2            | 5              | 7,2            | 16,9           | 21,9           | 16,8           | 8,1            | 147            |
| Вологість повітря, %    | 81.4           | 80             | 80.9           | 81.2           | 82.5           | 83.8           | 84.7           | 83.7           | 82.6           | 83.2           | 83.5           | 83.3           | 82.6           |
| ----------------------- | -------------- | -------------- | -------------- | -------------- | -------------- | -------------- | -------------- | -------------- | -------------- | -------------- | -------------- | -------------- | -------------- |
| Джерело: Weatherbase    |                |                |                |                |                |                |                |                |                |                |                |                |                |